# Volta Ciclista a Catalunya 1983
La Volta Ciclista a Catalunya 1983, sessantatreesima edizione della corsa, si svolse in sette tappe, la terza e l'ultima suddivisa in due semitappe, precedute da un prologo, dal 7 al 14 settembre 1983, per un percorso totale di 1270,4 km, con partenza da Salou e arrivo a Igualada. La vittoria fu appannaggio dello spagnolo Josep Recio, che completò il percorso in 32h28'11", precedendo il connazionale Faustino Rupérez e lo svizzero Julius Thalmann.

## Tappe
| Tappa  | Data         | Percorso                                | km     | Vincitore di tappa | Leader cl. generale |
| ------ | ------------ | --------------------------------------- | ------ | ------------------ | ------------------- |
| Pr.    | 7 settembre  | Salou > Salou (cron. individuale)       | 3,8    | Bert Oosterbosch   | Bert Oosterbosch    |
| 1ª     | 8 settembre  | Salou > Amposta                         | 194,0  | Frank Hoste        | Bert Oosterbosch    |
| 2ª     | 9 settembre  | Amposta > Lleida                        | 168,3  | Ludo Peeters       | Bert Oosterbosch    |
| 3ª-1   | 10 settembre | Lleida > Esplugues de Llobregat         | 161,5  | Frank Hoste        | Jesús Blanco Villar |
| 3ª-2   | 10 settembre | Barcellona > Barcellona                 | 45,0   | Noël Dejonckheere  | Jesús Blanco Villar |
| 4ª     | 11 settembre | Barcellona > Olot                       | 172,0  | Ludo Peeters       | Ludo Peeters        |
| 5ª     | 12 settembre | Olot > Castell-Platja d'Aro             | 159,0  | Gilbert Glaus      | Ludo Peeters        |
| 6ª     | 13 settembre | Gerona > Manresa                        | 204,0  | Josep Recio        | Josep Recio         |
| 7ª-1   | 14 settembre | Piera > Igualada                        | 129,5  | Antonio Coll       | Josep Recio         |
| 7ª-2   | 14 settembre | Igualada > Igualada (cron. individuale) | 33,3   | Julián Gorospe     | Josep Recio         |
| Totale | Totale       | Totale                                  | 1270,4 |                    |                     |

## Dettagli delle tappe

### Prologo
- 7 settembre: Salou – Cronometro individuale – 3,8 km[1]

Risultati
| Pos. | Corridore           | Squadra    | Tempo |
| ---- | ------------------- | ---------- | ----- |
| 1    | Bert Oosterbosch    | TI-Raleigh | 4'29" |
| 2    | Jesús Blanco Villar | Teka       | a 5"  |
| 3    | Josep Recio         | Kelme      | a 11" |

| Pos. | Corridore           | Squadra    | Tempo |
| ---- | ------------------- | ---------- | ----- |
| 1    | Bert Oosterbosch    | TI-Raleigh | 4'29" |
| 2    | Jesús Blanco Villar | Teka       | a 5"  |
| 3    | Josep Recio         | Kelme      | a 11" |

### 1ª tappa
- 8 settembre: Salou > Amposta – 194,0 km[2]

Risultati
| Pos. | Corridore         | Squadra     | Tempo    |
| ---- | ----------------- | ----------- | -------- |
| 1    | Frank Hoste       | Europ Decor | 5h37'36" |
| 2    | Gilbert Glaus     | Cilo-Aufina | s.t.     |
| 3    | Noël Dejonckheere | Teka        | s.t.     |

| Pos. | Corridore           | Squadra    | Tempo    |
| ---- | ------------------- | ---------- | -------- |
| 1    | Bert Oosterbosch    | TI-Raleigh | 5h42'05" |
| 2    | Jesús Blanco Villar | Teka       | a 5"     |
| 3    | Josep Recio         | Kelme      | a 11"    |

### 2ª tappa
- 9 settembre: Amposta > Lleida – 168,3 km[3]

Risultati
| Pos. | Corridore     | Squadra    | Tempo    |
| ---- | ------------- | ---------- | -------- |
| 1    | Ludo Peeters  | TI-Raleigh | 4h42'33" |
| 2    | Theo de Rooij | TI-Raleigh | a 11"    |
| 3    | Jesús Guzmán  | Kelme      | s.t.     |

| Pos. | Corridore           | Squadra    | Tempo     |
| ---- | ------------------- | ---------- | --------- |
| 1    | Bert Oosterbosch    | TI-Raleigh | 10h24'52" |
| 2    | Jesús Blanco Villar | Teka       | a 5"      |
| 3    | Josep Recio         | Kelme      | a 11"     |

### 3ª tappa, 1ª semitappa
- 10 settembre: Barcellona > Barcellona – 45,0 km[4]

Risultati
| Pos. | Corridore           | Squadra           | Tempo    |
| ---- | ------------------- | ----------------- | -------- |
| 1    | Frank Hoste         | Europ Decor       | 3h40'13" |
| 2    | Sergio Santimaria   | Del Tongo-Colnago | s.t.     |
| 3    | Jesús Blanco Villar | Teka              | s.t.     |

### 3ª tappa, 2ª semitappa
- 10 settembre: Lleida > Esplugues de Llobregat – 161,5 km[4]

Risultati
| Pos. | Corridore         | Squadra    | Tempo    |
| ---- | ----------------- | ---------- | -------- |
| 1    | Noël Dejonckheere | Teka       | 1h02'43" |
| 2    | Johan Lammerts    | TI-Raleigh | s.t.     |
| 3    | Dirk Krikilion    | Safir      | s.t.     |

| Pos. | Corridore           | Squadra  | Tempo     |
| ---- | ------------------- | -------- | --------- |
| 1    | Jesús Blanco Villar | Teka     | 14h05'10" |
| 2    | Josep Recio         | Kelme    | a 6"      |
| 3    | Julián Gorospe      | Reynolds | a 6"      |

### 4ª tappa
- 11 settembre: Barcellona > Olot – 172,0 km[5]

Risultati
| Pos. | Corridore        | Squadra    | Tempo    |
| ---- | ---------------- | ---------- | -------- |
| 1    | Ludo Peeters     | TI-Raleigh | 4h30'21" |
| 2    | José Luis Laguía | Reynolds   | s.t.     |
| 3    | Vicente Belda    | Kelme      | s.t.     |

| Pos. | Corridore        | Squadra    | Tempo     |
| ---- | ---------------- | ---------- | --------- |
| 1    | Ludo Peeters     | TI-Raleigh | 18h35'40" |
| 2    | José Luis Laguía | Reynolds   | a 10"     |
| 3    | Álvaro Pino      | Zor-Gemeaz | a 42"     |

### 5ª tappa
- 12 settembre: Olot > Castell-Platja d'Aro – 159,0 km[6]

Risultati
| Pos. | Corridore      | Squadra     | Tempo    |
| ---- | -------------- | ----------- | -------- |
| 1    | Gilbert Glaus  | Cilo-Aufina | 4h08'12" |
| 2    | Frank Hoste    | Europ Decor | s.t.     |
| 3    | Dirk Krikilion | Safir       | s.t.     |

| Pos. | Corridore        | Squadra    | Tempo     |
| ---- | ---------------- | ---------- | --------- |
| 1    | Ludo Peeters     | TI-Raleigh | 22h43'52" |
| 2    | José Luis Laguía | Reynolds   | a 10"     |
| 3    | Álvaro Pino      | Zor-Gemeaz | a 42"     |

### 6ª tappa
- 13 settembre: Gerona > Manresa – 204,0 km[7]

Risultati
| Pos. | Corridore       | Squadra           | Tempo    |
| ---- | --------------- | ----------------- | -------- |
| 1    | Josep Recio     | Kelme             | 5h41'27" |
| 2    | Rudy Pevenage   | Del Tongo-Colnago | a 4'48"  |
| 3    | Henk Lubberding | TI-Raleigh        | s.t.     |

| Pos. | Corridore           | Squadra    | Tempo     |
| ---- | ------------------- | ---------- | --------- |
| 1    | Josep Recio         | Kelme      | 28h26'44" |
| 2    | Faustino Rupérez    | Zor-Gemeaz | a 4'56"   |
| 3    | Gerard Veldscholten | TI-Raleigh | a 4'58"   |

### 7ª tappa, 1ª semitappa
- 14 settembre: Piera > Igualada – 129,5 km[4]

Risultati
| Pos. | Corridore             | Squadra           | Tempo    |
| ---- | --------------------- | ----------------- | -------- |
| 1    | Antonio Coll          | Teka              | 3h11'34" |
| 2    | Guido Van Calster     | Del Tongo-Colnago | a 29"    |
| 3    | Miquel Àngel Iglesias | Kelme             | s.t.     |

### 7ª tappa, 2ª semitappa
- 14 settembre: Igualada – Cronometro individuale – 33,3 km[4]

Risultati
| Pos. | Corridore        | Squadra     | Tempo  |
| ---- | ---------------- | ----------- | ------ |
| 1    | Julián Gorospe   | Reynolds    | 48'12" |
| 2    | Julius Thalmann  | Cilo-Aufina | a 35"  |
| 3    | Faustino Rupérez | Zor-Gemeaz  | a 42"  |

| Pos. | Corridore        | Squadra     | Tempo     |
| ---- | ---------------- | ----------- | --------- |
| 1    | Josep Recio      | Kelme       | 32h28'11" |
| 2    | Faustino Rupérez | Zor-Gemeaz  | a 4'26"   |
| 3    | Julius Thalmann  | Cilo-Aufina | a 4'27"   |

## Classifiche finali

### Classifica generale
| Pos. | Corridore           | Squadra     | Tempo     |
| ---- | ------------------- | ----------- | --------- |
| 1    | Josep Recio         | Kelme       | 32h28'11" |
| 2    | Faustino Rupérez    | Zor-Gemeaz  | a 4'26"   |
| 3    | Julius Thalmann     | Cilo-Aufina | a 4'27"   |
| 4    | Gerard Veldscholten | TI-Raleigh  | a 4'34"   |
| 5    | Pedro Delgado       | Reynolds    | a 5'01"   |
| 6    | Julián Gorospe      | Reynolds    | a 6'05"   |
| 7    | Henk Lubberding     | TI-Raleigh  | a 6'07"   |
| 8    | José Luis Laguía    | Reynolds    | a 6'43"   |
| 9    | Faustino Cueli      | Teka        | a 7'02"   |
| 10   | Vicente Belda       | Kelme       | a 7'07"   |

### Classifica a punti
| Pos. | Corridore     | Squadra     | Punti |
| ---- | ------------- | ----------- | ----- |
| 1    | Frank Hoste   | Europ Decor | 41    |
| 2    | Gilbert Glaus | Cilo-Aufina | 24    |
| 3    | Ludo Peeters  | TI-Raleigh  | 23    |

### Classifica scalatori
| Pos. | Corridore        | Squadra    | Punti |
| ---- | ---------------- | ---------- | ----- |
| 1    | Ángel Ocaña      | Zor-Gemeaz | 49    |
| 2    | José Luis Laguía | Reynolds   | 39    |
| 3    | Álvaro Pino      | Zor-Gemeaz | 23    |

### Classifica sprint
| Pos. | Corridore       | Squadra          | Punti |
| ---- | --------------- | ---------------- | ----- |
| 1    | Ronny Van Holen | Safir-Van de Ven | 36    |
| 2    | Patrick Cocquyt | Safir-Van de Ven | 19    |
| 3    | Ángel Ocaña     | Zor-Gemeaz       | 12    |

### Classifica squadre
| Pos. | Squadra    | Tempo      |
| ---- | ---------- | ---------- |
| 1    | TI-Raleigh | 100h49'50" |
| 2    | Reynolds   | a 48"      |
| 3    | Zor-Gemeaz | a 56"      |